# Сабрина Джефрис
Сабрина Джефрис (на английски: Sabrina Jeffries, псевдоним на Дебора Гонсалес) е американска писателка на бестселъри в жанра исторически и съвременен любовен роман. Пише и под псевдонимите Дебора Мартин (на английски: Deborah Martin) и Дебора Никълъс (на английски: Deborah Nicholas).

## Биография и творчество
Сабрина Джефрис е родена на през 1958 г. в САЩ, в семейство на мисионери. Когато е на 7 години, семейство се мести в Тайланд. Там за нея е съвсем различен свят, пълен с кобри, тропически гори, малки слончета и опасни приключения.
Освен с братята и сестрите си тя няма с кого да играе и затова от започва да чете романтична литература от деветгодишна възраст. Започва да твори собствени истории на дванадесет години с мечтата да стане писателка някой ден.
По-късно семейството ѝ се връща в САЩ. През 1985 г. се омъжва за съпруга си, който е библиотекар. Работила е като технически писател, учител и директор на дневен център.
Преследвайки мечтата си да стане писател, тя дори получава докторска степен по английски език от университета „Тулейн“ в Ню Орлиънс като гостуващ доцент с академична разработка за писателя Джеймс Джойс.
Първия си любовен роман Moonlight Enchantment („Лунна магия“) издава през 1991 г. под псевдонима Дебора Мартин. Той няма особен успех, но това не я отчайва и вторият и роман Creole Nights („Креолски нощи“) от 1992 г. става първият ѝ бестселър. Тя бързо намира своята „ниша“ в безкрайната романтична литература.
В следващите години продължава да пише и да публикува своите по-чувствени исторически любовни романи под псевдонима Дебора Мартин и паранормалните съвременни любовни романи като Дебора Никълъс. През 1998 г. започва да публикува произведенията си под собственото си име с издаваното на „Пиратска целувка“ от трилогията „Лордът“.
Сабрина Джефрис живее в Кери, Северна Каролина, с двете си „момчета“ – съпруга ѝ Рене и възрастния ѝ син, Ник, който я вдъхновява активно да отстоява каузата на деца, страдащи от аутизъм. Обича да реди пъзели, да готви, да гледа филми и да слуша музика. Участва в групата дамски блогове, наречена The Goddess Blogs.

## Произведения

### Като Дебора Мартин

#### Самостоятелни романи
- Moonlight Enchantment (1991)
- Creole Nights (1992)
- Dangerous Angel (1994)
- Creole Bride (1997)

#### Серия „Разбулена любов“ (By Love Unveiled)
1. By Love Unveiled (1993)
2. Silver Deceptions (1994)

#### Серия „Пометен“ (Swept)
1. Storm Swept (1995)
2. Wind Swept (1996)

#### Новели и сборници новели
- Too Wicked for Heaven в One Night With a Rogue (1995) – с участието на Кимбърли Кейтс, Кристина Дод и Ан Стюарт
- Out of the Night в A Dance with the Devil (1997) – с участието на Роксана Бекнъл, Ан Логан, Меган Маккинли

### Като Дебора Никълъс

#### Самостоятелни романи
- Night Vision (1993)
- Silent Sonata (1994)
- Shattered Reflections (1996)

### Като Сабрина Джефрис

#### Серия „Лордът“ (Lord)
1. Пиратска целувка, The Pirate Lord (1998)
2. Забраненият лорд, The Forbidden Lord (1999)
3. The Dangerous Lord (2000)

#### Серия „Девойките Суанлеа“ (Swanlea Spinsters)
1. A Dangerous Love (2000)
2. A Notorious Love (2001)
3. After the Abduction (2002)
4. Dance of Seduction (2003)
5. Married to the Viscount (2004)

#### Серия „Кралско братство“ (Royal Brotherhood)
1. В леглото на принца, In the Prince's Bed (2004)
2. Удоволствието на принца, To Pleasure a Prince (2005)
3. Една нощ с принца, One Night With a Prince (2005)

#### Серия „Уроци за богати наследнички“ (School for Heiresses)
1. Не се захващай с изкусител, Never Seduce a Scoundrel (2006)
2. Само херцог ще спечели сърцето ми, Only a Duke Will Do (2006)
3. The School for Heiresses (2006) – с Рене Бернар, Лиз Карлайл и Джулия Лондон
4. Отмъщението на шотландеца, Beware a Scot's Revenge (2007)
5. Не дърпай лъва за опашката, Let Sleeping Rogues Lie (2008)
6. Snowy Night with a Stranger (2008) – с Джейн Фийдър и Джулия Лондон
7. Не се пазари с дявола, Don't Bargain With the Devil (2009)
8. Wed Him Before You Bed Him (2009)
9. Ten Reasons to Stay (2013)

#### Серия „Халстед Хол“ (Hellions of Halstead Hall)
1. Истината за лорд Стоунвил, The Truth About Lord Stoneville (2010)
2. Палавник в леглото, A Hellion in Her Bed (2010)
3. Съблазняване на опърничавата, How To Woo A Reluctant Lady (2011)
4. Див, необуздан и твой, To Wed a Wild Lord (2011)
5. Една дама никога не се предава, A Lady Never Surrenders (2012)
6. Нощта след Коледа, 'Twas the Night After Christmas (2012)

#### Серия „Хората на херцога“ (Duke's Men)
1. Желанията на херцога, What the Duke Desires (2013)
2. Завръщането на негодника, When the Rogue Returns (2014)
3. Опасна съблазън, How the Scoundrel Seduces (2014)
4. Падението на виконта, If the Viscount Falls (2015)

#### Серия „Грешните ухажори“ (Sinful Suitors)
1. The Art of Sinning (2015)
2. The Study of Seduction (2016)
3. The Danger of Desire (2016)
4. The Pleasures of Passion (2017)

#### Самостоятелни романи
- By Love Unveiled (2013)
- One Last Kiss (2013)
- Windswept (2013)

#### Новели и сборници новели
- The Widow's Auction в Fantasy (2002) – сборник с Кристин Фийхам, Ема Холи и Елда Мингър
- Gone But Not Forgetting в A Day in Mossy Creek (2006)
- At Home в Mossy Creek (2007)
- Ten Reasons to Stay в School for Heiresses (2007)
- When Sparks Fly в Snowy Night With a Stranger (2008)
- Френската прислужница, The French Maid (2011)
- The Heiress and the Hothead (2016)